# Stenobothrus cobresianus
Stenobothrus cobresianus är en insektsart som beskrevs av Bei-bienko 1949. Stenobothrus cobresianus ingår i släktet Stenobothrus och familjen gräshoppor. Inga underarter finns listade i Catalogue of Life.